# La Croix-sur-Gartempe
La Croix-sur-Gartempe is een gemeente in het Franse departement Haute-Vienne (regio Nouvelle-Aquitaine) en telt 186 inwoners (1999). De plaats maakt deel uit van het arrondissement Bellac.

## Geografie
De oppervlakte van La Croix-sur-Gartempe bedraagt 12,8 km², de bevolkingsdichtheid is 14,5 inwoners per km².
De onderstaande kaart toont de ligging van La Croix-sur-Gartempe met de belangrijkste infrastructuur en aangrenzende gemeenten.

## Demografie
Onderstaande figuur toont het verloop van het inwonertal (bron: INSEE-tellingen).